# 2004–2005-ös magyar férfi vízilabda-bajnokság (első osztály)
A 2004–2005-ös magyar férfi vízilabda-bajnokság a kilencvenkilencedik magyar vízilabda-bajnokság volt. A bajnokságban tizenkét csapat indult el, a csapatok két kört játszottak. Az alapszakasz után a csapatok play-off rendszerben játszottak a végső helyezésekért.

## Alapszakasz
| #   | Csapat                  | M  | Gy | D | V  | G+  | G-  | P  |
| --- | ----------------------- | -- | -- | - | -- | --- | --- | -- |
| 1.  | Domino-Bp. Honvéd       | 22 | 21 | 0 | 1  | 306 | 110 | 42 |
| 2.  | TEVA-Vasas SC-Plaket    | 22 | 19 | 0 | 3  | 234 | 120 | 38 |
| 3.  | Brendon-ZF-Egri VK      | 22 | 19 | 0 | 3  | 236 | 119 | 38 |
| 4.  | Szeged-Beton VE         | 22 | 14 | 1 | 7  | 173 | 139 | 29 |
| 5.  | Betonút-Ferencvárosi TC | 22 | 14 | 0 | 8  | 195 | 123 | 28 |
| 6.  | Újpesti TE-VB Leasing   | 22 | 13 | 0 | 9  | 188 | 181 | 26 |
| 7.  | Legrand-Szentesi VK     | 22 | 8  | 1 | 13 | 166 | 205 | 17 |
| 8.  | BVSC-Turbo              | 22 | 7  | 1 | 14 | 169 | 196 | 15 |
| 9.  | OSC-British Knights     | 22 | 6  | 2 | 14 | 139 | 227 | 14 |
| 10. | Szolnoki VSC            | 22 | 5  | 3 | 14 | 140 | 206 | 13 |
| 11. | Neptun VSC              | 22 | 2  | 0 | 20 | 107 | 260 | 4  |
| 12. | Szent István Egyetem    | 22 | 0  | 0 | 22 | 93  | 260 | 0  |

* M: Mérkőzés Gy: Győzelem D: Döntetlen V: Vereség G+: Dobott gól G-: Kapott gól P: Pont

## Rájátszás

### 1–4. helyért
Elődöntő: Domino-Bp. Honvéd–Szeged-Beton VE 6–3, 10–5 és TEVA-Vasas SC-Plaket–Brendon-ZF-Egri VK 9–6, 6–9, 8–3, 7–8, 9–7
Döntő: Domino-Bp. Honvéd–TEVA-Vasas SC-Plaket 12–5, 6–5, 11–4
3. helyért: Brendon-ZF-Egri VK–Szeged-Beton VE 12–8, 5–10

### 5–8. helyért
5–8. helyért: Betonút-Ferencvárosi TC–BVSC-Turbo 6–4, 7–4 és Újpesti TE-VB Leasing–Legrand-Szentesi VK 14–13, 4–5, 8–7
5. helyért: Betonút-Ferencvárosi TC–Újpesti TE-VB Leasing 10–5, 9–8
7. helyért: Legrand-Szentesi VK–BVSC-Turbo 11–4, 9–8

### 9–12. helyért
9–12. helyért: OSC-British Knights–Szent István Egyetem 12–11, 6–5 és Szolnoki VSC–Neptun VSC 15–7, 8–5
9. helyért: OSC-British Knights–Szolnoki VSC 4–5, 8–11
11. helyért: Neptun VSC–Szent István Egyetem 8–1, 8–5